# 48844 Belloves
48844 Belloves è un asteroide della fascia principale. Scoperto nel 1998, presenta un'orbita caratterizzata da un semiasse maggiore pari a 1,9647362 UA e da un'eccentricità di 0,0667226, inclinata di 17,89347° rispetto all'eclittica.